# New York Times (album)
New York Times è il sesto album di Adam Bomb, uscito nel 2001 per l'etichetta Mausoleum Records.
Il produttore Jack Douglas (già produttore di Alice Cooper, Aerosmith, Cheap Trick e John Lennon) volle formare un alto cast di produzione per New York Times, portò quindi il pianista Nicky Hopkins (che aveva collaborato con i Rolling Stones) e Mick Taylor (ex chitarrista dei Rolling Stones), Flo & Eddie (che avevano fatto i coristi per Marc Bolan), il chitarrista Steve Stevens (della band di Billy Idol) e famoso anche per la colonna sonora del film Top Gun, il cantante dei Starz Michael Lee Smith e altri. Nell'album è presente la reinterpretazione del noto brano "It's Only Rock 'n' Roll" dei Rolling Stones.

## Tracce
1. Lying With Dogs
2. More or Less
3. New York Child
4. Cheyenne
5. Doom Glorified
6. Walk the Other Way
7. Kick It Out
8. Saluda a Lola
9. Heaven Come to Me
10. MacDougal Street
11. Anxiety
12. It's Only Rock 'n' Roll (cover dei Rolling Stones)

## Formazione
- Adam Bomb - voce, chitarra
- Kenny Aaronson - basso
- Bobby Chouinard - batteria
- Alan St. John - tastiere

### Altro Personale
- Mick Taylor - Slide Guitar nella traccia 10, chitarra solista nella traccia 9
- Steve Stevens - chitarra solista acustica, classica e elettrica nella traccia 4, Wah Wah Solo nella traccia 3, chitarra flamenco nella traccia 8, chitarra solista nella traccia 11
- Nicky Hopkins - tastiere nella tracce 3,4,9
- Michael Lee Smith - voce nella traccia 11
- Flo - voce nelle tracce 4,10
- Eddie - cori nelle tracce 4,10
- Uptown Horns - fiati, assolo di sassofono nella traccia 1
- Tim Stevens - basso nelle tracce 9,11
- Phil Feit - basso nella traccia 10
- Heather Hardy - violino nelle tracce 3,4